# Philip Russell Wallace
Philip Russell Wallace (Toronto, 19 de abril de 1915 — Victoria (Colúmbia Britânica), 20 de março de 2006) foi um físico canadense.
Foi um físico teórico Canadense e um Professor universitário de longa data na Universidade de McGill. Ele era um membro da Real Sociedade do Canada e também da Academia Nacional de Ciências (India). Ele teve uma carreira notável como educador, pesquisador, e ativista na ciência e na sociedade, mas ele está crescentemente renomado por seu artigo pioneiro em 1947 on the band structure of graphite, e particularmente grafeno, O assunto do Prêmio Nobel de Física de 2010.

## Anos da guerra e anteriores
Nascido em Toronto em 1915, Wallace entrou na Universidade de Toronto em 1933, efetuando um Bacharelado em matemática no ano de 1937, um Mestrado em 1938, e um Ph.D. em matemática aplicada em 1940 sob Leopold Infeld com uma tese sobre electromagnetismo na relatividade geral.
Aconselhado por L. J. Synge, então chefe do Departamento de Matemática Aplicada em Toronto, para manter-se pronto para o trabalho guerra no Canadá, Wallace tomou um trabalho de dois anos na Universidade de Cincinnati em seguida transferiu-se como um palestrante do MIT. Em 1943 foi recrutado para unir-se ao British-Canadian Atomic Energy Project no laboratório do Conselho Nacional de Pesquisa do Canadá (National Research Council of Canada's) Montreal. De 1943 a 1946 Wallace Trabalhou como um dos impressionantes grupos de teóricos e matemáticos liderados por George Placzek sobre os fundamentos do reator nuclear, incluindo o estudo dos efeitos no grafite e outros materiais de intenso bombardeio de nêutrons e íons. Sua tarefa de visitar Nevill Francis Mott em Bristol, Inglaterra por vários meses para aprender o que se conhecia sobre o grafite, levou Wallace a um interesse vital no grafite e uma carreira na física de matérias condensadas, não menos importante que seu artigo de 1947 sobre a estrutura de banda do grafite.

## Carreira acadêmica e profissional

### Da matemática à física
Quando o Montreal effort foi movido para a região do Rio Chalk em 1946, Wallace uniu-se ao Departamento de Matemática na Universidade de McGill e começou a construir um grupo de jovens físicos teóricos lá. A anomalia, pelo menos na América do Norte, de "físicos" teóricos no departamento de Matemática, não em Física, teve raízes históricas em McGill, que data do período de Ernest Rutherford. De um modo mais geral, as universidades canadenses seguiram o modelo britânico de separação da matemática da física, talvez designando ter um pequeno departamento separado de matemática aplicada. As opiniões fortemente expressas de Rutherford solidificaram as coisas em McGill por 50 anos. Mas, no início da década de 1960, as circunstâncias mudaram; Wallace e seu grupo mudou-se para o Departamento de Física. Ele documentou a historia pós-guerra do crescimento de um pequeno numero de físicos teóricos isolados no Canada, basicamente "forasteiros," em uma comunidade viável de "privilegiados," não apenas em McGill.

### Pesquisa
Inicialmente trabalhando em física nuclear e propriedades do grafite, em meados da década de 1950, Wallace voltou sua atenção para uma nova descoberta aniquilação de pósitron em sólidos e líquidos. Em 1960 ele publicou o que se tornou um padrão de referencia no setor. Sua pesquisa posterior se concentrou em semicondutores e semimetais, particularmente o comportamentos destes sob intensos campos magnéticos, com retornos regulares às propriedades do grafite. Além dos procedimentos escolares de verão, em 1969 ele editou dois volumes sobre a supercondutividade e em 1973 ele co-editou um volume no new developments in semiconductors.

### Ensino e Orientação
Wallace foi um magnífico conferencista e mentor de estudantes. Seu curso de graduação em métodos de física matemática foi inspirador. Permitiu que muitos alunos vissem o que uma mente disciplinada e bem treinada poderia realizar através da aplicação de matemática a problemas da física. Mais do que algumas carreiras foram encorajadas em seus caminhos pelo curso de Wallace. Um texto baseado em suas anotações foi finalmente publicado em 1973.
Ao longo de sua carreira na McGill Wallace supervisionado mais de 30 estudantes de pós-graduação para graus de mestrado e Ph.D. mais de um terço deles Ph.D.

### Atividades Profissionais
Wallace foi ativo nos assuntos profissionais, um co-fundador da Canadian Association of Physicistse fundador e primeiro presidente da Divisão de Física Teórica, 1957-58. Ele atuou como editor da Canadian Journal of Physics, 1973–80, e em numerosos comitês de assessoria e planejamento para conferências. Em McGill, ele foi Diretor do Instituto de Física Teórica, 1966–70, e ativo nos assuntos da faculdade e da universidade.

## Aposentadoria
Aposentado como Professor Emérito de Física em 1982, Wallace logo se tornou Diretor do Science College, Concordia University em Montreal, 1984-1987. Na década de 1990, ele começou a escrever livros semi-populares que explicam a física aos leigos, "Physics: Imagination and Reality" and "Paradox Lost: Images of the Quantum". Ele morreu em 20 de março de 2006, em Victoria, British Columbia de complicações da velhice. Os obituários se encontram em Physics in Canada e Physics Today.